# Kreft
Kreft je priimek več znanih Slovencev:
- Boštjan Kreft, nogometaš
- Bratko Kreft (1905—1996), publicist, književnik, dramatik, režiser, dramaturg, literarni zgodovinar, akademik
- Hinko Kreft, igralec (Ptuj)
- Ivan Kreft (1906—1985), španski borec, diplomat, politični publicist
- Ivan Kreft (*1941), agronom, genetik, univ. profesor, akademik
- Judita Kreft (1926—2020), igralka
- Lea Domanjko (r. Kreft), knjižničarka
- Lev Kreft (*1951), filozof, estetik, univ. profesor in politik
- Marko Kreft (*1970), nevrobiolog, zoofiziolog, univ. profesor
- Mateja Erdani Kreft, biologinja celice, prof. MF
- Milan Kreft, veteran
- Mitja Kreft (1935—2009), novinar
- Mojca Kreft (*1947), dramaturginja, teatrologinja, publicistka
- Samo Kreft (*1972), farmacevt, biokemik, fitoterapevtski publicist, univ. profesor
- Vladimir Kreft (1909—1984), politični delavec